# Kenneth Scotland
Pour les articles homonymes, voir Scotland.
Kenneth James Forbes Scotland, né le 29 août 1936 à Warriston (Écosse) et mort le 7 janvier 2023, est un joueur de rugby à XV écossais qui a joué avec l'équipe d'Écosse, évoluant au poste d'arrière.

## Carrière de joueur
Il a eu sa première cape internationale le 12 janvier 1957 contre l'équipe de France, et a disputé son dernier test match contre cette même équipe le 9 janvier 1965.
Il fut quatre fois capitaine de l'équipe d'Écosse.
Scotland a disputé cinq test matchs avec les Lions britanniques en 1959 (en Nouvelle-Zélande et en Australie).

## Palmarès de joueur
- 27 sélections avec l'équipe d'Écosse
- Sélections par années : 4 en 1957, 1 en 1958, 4 en 1959, 4 en 1960, 5 en 1961, 4 en 1962, 4 en 1963, 1 en 1965
- Tournois des Cinq Nations disputés: 1957, 1958, 1959, 1960, 1961, 1962, 1963, 1965